# Saint-Saulge
Saint-Saulge è un comune francese di 986 abitanti situato nel dipartimento della Nièvre nella regione della Borgogna-Franca Contea.
È patria del sacerdote Jean-Baptiste Delaveyne che, nel 1680, vi fondò la congregazione delle Suore della Carità e dell'Istruzione Cristiana (alla quale apparteneva anche Bernadette Soubirous, la veggente di Lourdes).

## Società

### Evoluzione demografica
Abitanti censiti